# Frank Goede

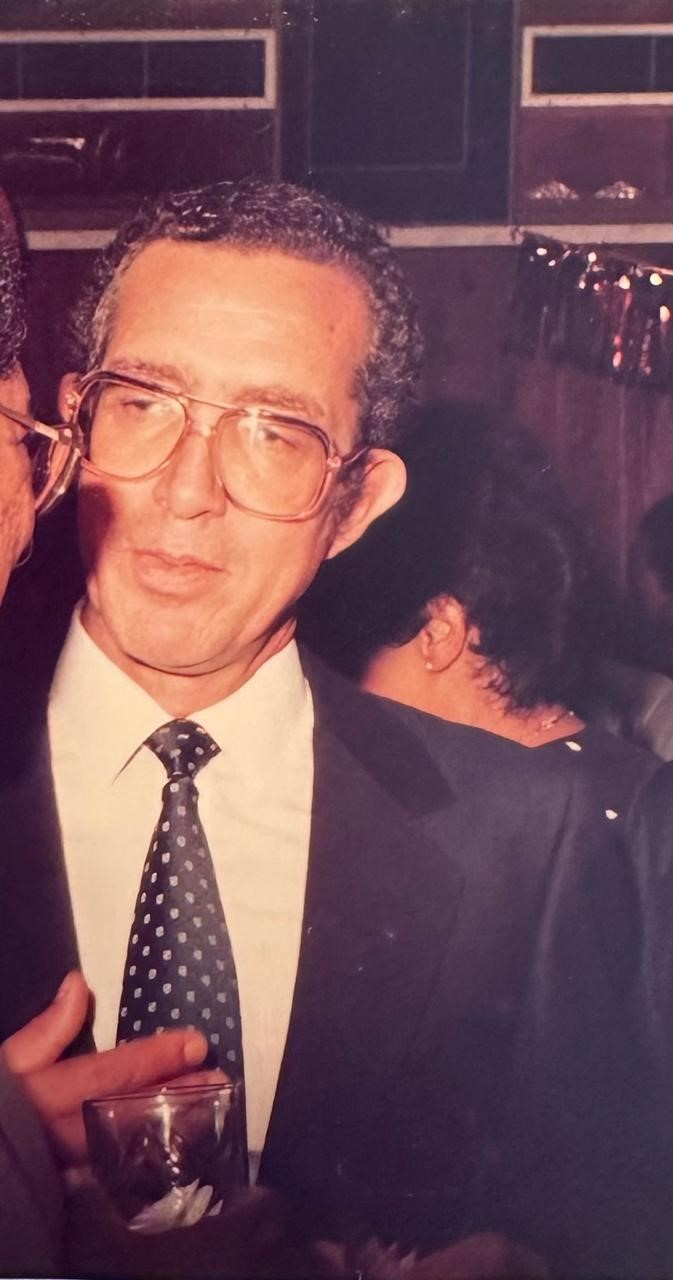
Frank Goede gefotografeerd in 1990.

Frank Goede (Paramaribo, 1939 – aldaar, 1991) was een Surinaams topfunctionaris. Voor British American Tobacco was hij directielid voor Indonesië en General Manager voor Suriname.

## Levensloop
Goede is afkomstig uit een gegoede Creoolse familie en maakte deel uit van een gezin met tien kinderen. Vader Goede werkte bij de Douane en een spaarbank in Paramaribo. Zijn broer Lesley werd Minister van Financiën en broer André werkte als staflid bij Billiton Maatschappij Suriname.
Hij studeerde in Nederland economie en keerde na het behalen van zijn doctoraalexamen terug naar Suriname. 
In 1971 trad hij toe tot het nationale bestuur van Junior Chamber Suriname als penningmeester.

### British American Tobacco
In januari 1973 trad hij in dienst van British American Tobacco Co. Ltd Suriname (Batco Suriname) als leidinggevende van financiën en administratie. In februari 1976 werd hij overgeplaatst naar Jakarta. Hier was hij tot maart 1977 directielid voor Batco Indonesië. In april 1977 werd hij de opvolger van E. Brewis als General Manager voor Suriname. Tussendoor werd hij hierop voorbereid met opleidingsprogramma's in Honduras, Panama en Engeland.
Voor deze tabaksproducent nam hij verschillende initiatieven om de sport in Suriname te stimuleren, onder meer door een televisieprogramma te sponsoren en onderscheidingen uit te reiken. Daarnaast was hij actief in de organisatie van de Golfclub Paramaribo en vanaf 1978 bestuurslid van SV Transvaal.

### Overlijden
Goede werd in Utrecht, Nederland behandeld voor een aneurysma. Bij terugkeer in Suriname kende hij een herstelperiode. Hij overleed uiteindelijk in 1991 tijdens een hartoperatie.